# Jacob van Grypskerke
Jacob van Grypskerke (Grijpskerke, 1614 - 21 oktober 1683) was een Vlaams-Zeeuws geschiedschrijver. Volgens Meertens was hij in het Zeeuwse Middelburg geboren. Volgens sommige bronnen overleed hij in 1656 in Brugge, terwijl Van der Aa het houdt bij 1683 in Grijpskerke, waar hij begraven werd.

## Levensloop
Hij was een zoon van Floris van Grypskerke en van Jacqueline de Bije en stamde uit een oud notabel Zeeuws geslacht. Hij werd, in opvolging van zijn vader, heer van Grijpskerke en van Poppendamme. Vrijgezel gebleven, vestigde hij zich in Brugge, waar hij familie en vrienden had.
Hij besteedde zijn tijd aan opzoekingen over de geschiedenis van Zeeland en liet een manuscript na dat pas een eeuw later door Willem van Citters werd opgediept. Het duurde nogmaals een eeuw voordat het, op initiatief van het Zeeuws Genootschap voor Wetenschappen werd gepubliceerd.
Van Grypskerke was rooms-katholiek en dat kwam in zijn werk tot uiting, door zijn aanhankelijkheid aan het Spaans regime van voor de afscheiding.

## Publicatie
- 't Graafschap van Zeeland, ofte, corte representatie van de regeeringe van Zeeland onder haare graven, tot den jaare 1579, behelsende zeer omstandigh den staat en recht van de ridderschap en edelen van Zeelandt, Middelburg, Altorffer, 1882.